# ロバート・ケネディを大統領に
『ロバート・ケネディを大統領に』（Bobby Kennedy for President）は、アメリカ合衆国上院議員のロバート・ケネディと彼の1960年代の政治的台頭に焦点を当てたアメリカ合衆国のドキュメンタリーシリーズである。2018年4月27日に全4話がNetflixで配信された。
監督・製作総指揮のドーン・ポーターがショーランナーを務めるこのシリーズは1968年の大統領選挙運動やカリフォルニア州ロサンゼルスのアンバサダーホテルでの暗殺事件を含むケネディの政治的伝承に迫っている。番組ではケネディの司法長官と上院議員時代のアーカイヴ映像や兄のジョン・F・ケネディ大統領や弟のテッド・ケネディ上院議員との会話が使用されている。
この他にもジョン・ルイス議員、ドロレス・ウエルタ、ハリー・ベラフォンテ、マリアン・ライト・エデルマン、ウィリアム・ヴァンデン・フーヴェルといったかつてケネディと関係のあった人物へのインタビューも使用されている。

## エピソード
| 通算 話数                                                                                               | タイトル                                        | 放送日        |
| --- | ----------------------------------------------- | ------------- |
| 1 | "新時代の顔" "A New Generation"                 | 2018年4月27日 |
| ロバート・ケネディは兄のジョン・F・ケネディの1960年の大統領選挙運動に携わる。                           |                                                 |               |
| 2 | "ただ国のために" "I'd Like to Serve"            | 2018年4月27日 |
| 兄の暗殺後、ケネディは1964年にニューヨーク州から連邦上院議員に選出される。                              |                                                 |               |
| 3 | "人生は一度きり" "You Only Get One Time Around" | 2018年4月27日 |
| ケネディは大統領選挙に出馬するが、選挙戦開始から3ヶ月後にロサンゼルスのアンバサダーホテルで暗殺される。 |                                                 |               |
| 4 | "ロバートの死に真実を" "Justice for Bobby"      | 2018年4月27日 |
| ケネディ暗殺後、彼の家族・友人・支持者は喪に服し、暗殺犯のサーハン・ベシャラ・サーハンは裁判を受ける。  |                                                 |               |